# Ала ад-Дін Алі-шах
Ала ад-Дін Алі-шах (перс. علاء الدین علی شاه; д/н—1342) — султан Лахнауті (Північна Бенгалія) у 1338—1342 роках.

## Життєпис
Походження достеменно невідомо: за різними відомостями був тюрком, афганцем або з сістану. При народженні звався Алі Мубарак. Замолоду поступив на службу до делійського султана Фіруза Хілджі. ту ймовірно був всиновлений батьком майбутнього бенгальського султана Ільяса.
В подальшому був вигнаний або втік чи переведений до Бенгалії, де поступив на службу до Кадар-хана, маліка (намісника) провінції Лахнауті (Північна Бенгалія). Отримав посаду аріз-і-мумаліка (на кшталт начальника штабу війська). Після загибелі Кадар-хана 1338 року вбив його наступника (ім'я невідоме), захопивши владу. Невдовзі прийняв титул султана та ім'я Ала ад-Дін Алі-шах. Таким діям сприяло послаблення Делійського султанату: Мухаммад бін Туґлак стикнувся з численними повстаннями та заколотами, що призвело до розпаду держави.
Невдовзі почав боротьбу за об'єднання Бенгалії з іншими маліка — Фахр ад-Діном Мубараком і своїм названим братом Ільясом, що оголосили себе султанами в колишніх провінціях Сонаргаон (Східна Бенгалія) і Сатгаон (Південнозахідна Бенгалія) відповідно.
Переніс столицю північніше — до Хазрат Пандуа. 1339 року завдав поразки мухлісу, військовому Сонаргаону. 1342 року зазнав поразки від султана Ільяс-шаха, який захопив Північну Бенгалію.